# Liste der Naturdenkmäler im Landkreis Cham
Die Liste der Naturdenkmäler im Landkreis Cham nennt die Naturdenkmäler im Zuständigkeitsbereich des Landkreises Cham in Bayern.

## Naturdenkmäler
Im Zuständigkeitsbereich des Landkreises Cham gab es (Stand: März 2011) 141 Naturdenkmäler. Darunter waren 74 Einzelbäume oder Gehölze und 67 Felsgebilde sowie Moosstandorte.
| Bild                                  | Nr.      | Bezeichnung                                                                               | Gemeinde                                                 | Standort | Beschreibung | Verordnung        |
| ------------------------------------- | -------- | ----------------------------------------------------------------------------------------- | -------------------------------------------------------- | --- | --- | ----------------- |
| weitere Bilder                        | ND-07119 | Felsgebilde Die Himmelsleiter                                                             | Falkenstein                                              | im Schlosspark Falkenstein (49° 6′ 1,5″ N, 12° 28′ 55,4″ O) | | 20. Juni 1970     |
| weitere Bilder                        | ND-07120 | Felsgebilde Der hohle Stein                                                               | Falkenstein                                              | im Schlosspark Falkenstein (49° 5′ 59″ N, 12° 28′ 56,3″ O) | | 20. Juni 1970     |
|                                       | ND-07121 | Felsgebilde Die Klause                                                                    | Falkenstein                                              | im Schlosspark Falkenstein (49° 6′ 9,6″ N, 12° 29′ 9″ O) | | 20. Juni 1970     |
|                                       | ND-07126 | Felsgebilde Das steinerne Gäßchen                                                         | Falkenstein                                              | im Schlosspark Falkenstein (49° 6′ 1,4″ N, 12° 28′ 56,2″ O) | | 20. Juni 1970     |
| weitere Bilder                        | ND-07127 | Felsgebilde Das Herzbeutelgäßchen                                                         | Falkenstein                                              | im Schlosspark Falkenstein (49° 5′ 58,7″ N, 12° 28′ 56,9″ O) | | 20. Juni 1970     |
| weitere Bilder                        | ND-07122 | Felsgebilde Das Froschmaul                                                                | Falkenstein                                              | im Schlosspark Falkenstein (49° 6′ 2,4″ N, 12° 28′ 58,4″ O) | | 20. Juni 1970     |
| Naturdenkmal Kleine Schanze           | ND-07123 | Felsgebilde Die kleine Schanze                                                            | Falkenstein                                              | im Schlosspark Falkenstein (49° 6′ 0,1″ N, 12° 29′ 3,3″ O) | | 20. Juni 1970     |
|                                       | ND-07124 | Felsgebilde Die große Schanze                                                             | Falkenstein                                              | im Schlosspark Falkenstein (49° 6′ 0,4″ N, 12° 29′ 6,5″ O) | | 20. Juni 1970     |
|                                       | ND-07125 | Granitfelsen Arche Noah bei Hammühle                                                      | Zell, Ortsteil Beucherling                               | bei Hammühle (49° 9′ 25,1″ N, 12° 24′ 50″ O) | | 20. Juni 1970     |
|                                       | ND-07128 | Felsgebilde Der Teufelssteg                                                               | Falkenstein                                              | im Schlosspark Falkenstein (49° 6′ 3″ N, 12° 29′ 0″ O) | | 20. Juni 1970     |
|                                       | ND-02582 | Felsengruppe bei Heiligenbrunn (mit Schalenbildungen)                                     | Wald, Ortsteil Süssenbach                                | 800 m westlich von Süssenbach und 400 m nordwestlich der Straße nach Siegenstein (49° 6′ 32,7″ N, 12° 21′ 18,9″ O)                                              | | 20. Juni 1970     |
|                                       | ND-02583 | Granitfelsengruppe am Plattnerberggipfel – Fischberg – (mit Schalenbildungen)             | Zell, Ortsteil Schillertswiesen                          | (49° 6′ 18,1″ N, 12° 23′ 56,2″ O) | | 20. Juni 1970     |
|                                       | ND-02584 | Granitfelsengruppe auf dem Hängberg (mit Schalenbildungen)                                | Falkenstein, Ortsteil Au bzw. Gfäll                      | 750 m westlich von Schergendorf, 300 m nördlich der Straße Gfäll – Schergendorf. (49° 5′ 57,8″ N, 12° 25′ 51″ O)                                                | | 20. Juni 1970     |
|                                       | ND-02585 | Felsengruppe auf dem Förchenberg                                                          | Falkenstein, Ortsteil Au                                 | 250 m nordöstlich von Pielhof (49° 6′ 33,8″ N, 12° 26′ 12,9″ O)                                                                                                 | | 20. Juni 1970     |
|                                       | ND-02586 | Granitblockgruppe nordöstlich Mattenzell (mit Schalenbildungen)                           | Zell, Ortsteil Mattenzell                                | 500 m nordöstlich Mattenzell, 250 m östlich des Weges Mattenzell–Birkenau. (49° 6′ 59″ N, 12° 26′ 27,6″ O)                                                      | | 20. Juni 1970     |
|                                       | ND-02587 | Granitfelsgruppe am Hang und auf der Höhe 650,9 m bei Schergendorf (mit Schalenbildungen) | Falkenstein, Ortsteil Au bzw. Schergendorf               | 400 m nordöstlich von Schergendorf, nördlich des Verbindungsweges nach Winkling. (49° 6′ 0,4″ N, 12° 26′ 47,2″ O)                                               | | 20. Juni 1970     |
|                                       | ND-02589 | Granitfelsen (mit Schalenbildungen)                                                       | Falkenstein, Ortsteil Au(?)                              | am Lauberberg (49° 6′ 19,6″ N, 12° 28′ 21,8″ O) | | 20. Juni 1970     |
|                                       | ND-02591 | Granitblöcke Hohe Wacht                                                                   | Falkenstein, Ortsteil Au                                 | bei Marienstein (49° 7′ 19,9″ N, 12° 27′ 43,3″ O) | | 20. Juni 1970     |
|                                       | ND-02592 | Granitblöcke Riesentisch                                                                  | Falkenstein, Ortsteil Au                                 | bei Marienstein (49° 7′ 20″ N, 12° 27′ 41,9″ O) | | 20. Juni 1970     |
|                                       | ND-02593 | Granitfelsengruppe Heiligenkammer                                                         | Falkenstein, Ortsteil Au                                 | Am Mantelberg bei Haag (Gemeinde Zell), 500 m südwestlich von Aipoln. (49° 7′ 44,6″ N, 12° 26′ 10,9″ O)                                                         | | 20. Juni 1970     |
|                                       | ND-02594 | Granitfelsengruppe Irlplatten (mit Schalenbildungen)                                      | Zell                                                     | 500 m südöstlich von Haag, am Westhang des Mantelbergs. (49° 7′ 30,4″ N, 12° 25′ 25,4″ O)                                                                       | | 20. Juni 1970     |
|                                       | ND-02595 | Granitblockgruppe Dachsbau am Mantelberg (mit Schalenbildungen)                           | Zell                                                     | 1,15 km östlich von Haag, am Westhang des Mantelbergs. (49° 7′ 29,3″ N, 12° 25′ 55,3″ O)                                                                        | | 20. Juni 1970     |
|                                       | ND-02596 | Eibe bei Woppmannsberg                                                                    | Zell, Ortsteil Woppmannsberg                             | (49° 8′ 12,8″ N, 12° 25′ 29,9″ O) | | 15. März 1985     |
|                                       | ND-02597 | Granitfelsen (mit Schalenbildungen)                                                       |                                                          | (49° 8′ 42,8″ N, 12° 25′ 34,7″ O) | | 20. Juni 1970     |
|                                       | ND-02598 | Granitblockgruppe auf dem Gaisberg (mit Schalenbildungen)                                 | Zell, Ortsteil Beucherling                               | 300 m nordöstlich des Anwesens Gaisberg, 600 m nordwestlich von Kiefersried. (49° 8′ 58,4″ N, 12° 25′ 15,2″ O)                                                  | | 20. Juni 1970     |
|                                       | ND-02599 | Granitblockgruppe auf dem Gaisberghang (mit Schalenbildungen)                             | Zell, Ortsteil Beucherling                               | 600 m südöstlich von Seelanden, am rechten Uferhang des Perlbaches. (49° 8′ 59,6″ N, 12° 25′ 4,3″ O)                                                            | | 20. Juni 1970     |
|                                       | ND-02600 | Granitfelsengruppe auf der Flur Eckelwies (mit Schalenbildungen)                          | Zell                                                     | Gemarkung Oberzell. 100 m nördlich der Burgruine Lobenstein. (49° 8′ 54,6″ N, 12° 24′ 28,2″ O)                                                                  | | 20. Juni 1970     |
|                                       | ND-02601 | Granitfelsengruppe bei Alletswind (mit Schalenbildungen)                                  | Zell                                                     | Gemarkung Oberzell. 100 m nordwestlich der Ruine Lobenstein, in einem Wäldchen. (49° 8′ 52,1″ N, 12° 24′ 25,6″ O)                                               | | 20. Juni 1970     |
|                                       | ND-02602 | Granitfelsengruppe mit der Heidefläche Jankerstoa (mit Schalenbildungen)                  | Zell                                                     | Alletswind. 50 m nördlich des Anwesens Weiherer (49° 9′ 1,8″ N, 12° 24′ 20,9″ O)                                                                                | | 20. Juni 1970     |
|                                       | ND-02603 | Steingebilde im Zellerbach „Weizstube“                                                    | Zell, Ortsteil Beucherling                               | bei Hammühle () | | 16. Juli 1938     |
|                                       | ND-02604 | Felsgebilde Pfaffenstein                                                                  | Falkenstein                                              | an der Harshänge bei Hochgart (49° 10′ 6,8″ N, 12° 21′ 37,3″ O)                                                                                                 | | 20. Juni 1970     |
|                                       | ND-02605 | 2 Wetterfichten östlich Kirchenrohrbach                                                   | Walderbach                                               | Gemarkung Kirchenrohrbach | | 20. Juni 1970     |
|                                       | ND-02607 | Felsgebilde Hoher Fels (mit Schalenbildung)                                               | Wald, Ortsteil Mainsbauern                               | Gemarkung Mainsbauern. In den Zeller Hölzern auf der Höhe 650. (49° 7′ 13,8″ N, 12° 22′ 32,4″ O)                                                                | | 20. Juni 1970     |
|                                       | ND-02609 | Felsblockgruppe Tannenfels                                                                | Wald, Ortsteil Mainsbauern                               | Gemarkung Mainsbauern. In den Zeller Hölzern auf der Höhe 635,5. (49° 7′ 53,9″ N, 12° 23′ 41,7″ O)                                                              | | 20. Juni 1970     |
|                                       | ND-02610 | Granitblockgruppe am Sattelstein (mit Schalenbildungen)                                   | Wald, Ortsteil Süssenbach                                | (49° 6′ 25,5″ N, 12° 22′ 36,3″ O) | Geotop | 20. Juni 1970     |
|                                       | ND-02611 | Gipfelblockgruppe auf dem Ronberg                                                         | Falkenstein                                              | Gemarkung Arrach (49° 7′ 16,4″ N, 12° 30′ 16″ O) | | 20. Juni 1970     |
|                                       | ND-02612 | Zwei Granitfelsen Schwammerlsteine                                                        | Michelsneukirchen, Ortsteil Dörfling                     | unweit des Ortes Dörfling (49° 8′ 6,5″ N, 12° 30′ 4,6″ O) | | 20. Juni 1970     |
|                                       | ND-02613 | 2 Linden in Salmannsgrub                                                                  | Traitsching, Ortsteil Sattelbogen                        | westlicher Ortsrand von Salmannsgrub (49° 6′ 6,7″ N, 12° 35′ 35,8″ O)                                                                                           | | 16. Juni 1972     |
|                                       | ND-02614 | 2 Linden bei Schönferchen                                                                 | Traitsching, Ortsteil Sattelbogen                        | 50 m ostwärts des Einödhofs Fischer (49° 6′ 3,2″ N, 12° 36′ 48″ O)                                                                                              | | 16. Juni 1972     |
|                                       | ND-02615 | Eiche bei Hötzing                                                                         | Schorndorf, Ortsteil Obertraubenbach                     | etwa 200 m westlich des Gutshofes in Hötzing (49° 10′ 55,1″ N, 12° 35′ 17,3″ O)                                                                                 | „Brotzeiteiche“ | 16. Juni 1972     |
|                                       | ND-02616 | Lindenallee in Hötzing                                                                    | Schorndorf, Ortsteil Obertraubenbach                     | Nordwestzufahrt zum Gutshof in Hötzing (49° 10′ 59,3″ N, 12° 35′ 31,5″ O)                                                                                       | | 16. Juni 1972     |
|                                       | ND-02617 | Radlinger Moor                                                                            | Schorndorf                                               | (49° 10′ 34,9″ N, 12° 37′ 13,7″ O) | | 8. November 1980  |
|                                       | ND-02634 | Linde und Kastanie bei der Sankt-Anna-Kapelle in Neukirchen b. Hl. Blut                   | Neukirchen beim Heiligen Blut                            | (49° 15′ 48″ N, 12° 57′ 54,9″ O) | | 10. Februar 1995  |
|                                       | ND-02639 | Kapellenlinde bei Hof–Chammünster                                                         | Cham, Ortsteil Chammünster                               | an Wegekreuzung am Fuß des Lamberges (49° 12′ 15,4″ N, 12° 41′ 48,3″ O)                                                                                         | | 16. Juni 1972     |
|                                       | ND-02640 | Schwedenschanze                                                                           | Cham, Ortsteil Altenstadt                                | (49° 13′ 26″ N, 12° 41′ 35,3″ O) | | 16. Juni 1972     |
|                                       | ND-02641 | Eiche östlich der Einöde Bruckmühle                                                       | Furth im Wald, Ortsteil Ränkam                           | Ränkam. 250 m östlich der Einöde Bruckmühle (49° 17′ 14″ N, 12° 46′ 15,6″ O)                                                                                    | | 16. Juni 1972     |
|                                       | ND-02642 | 3 Eichen an der Einöde Bruckmühle                                                         | Furth im Wald, Ortsteil Ränkam                           | unmittelbar an der Einöde Bruckmühle (49° 17′ 14,9″ N, 12° 46′ 4,2″ O)                                                                                          | | 16. Juni 1972     |
|                                       | ND-02643 | Altwasser im Buigen bei Roding                                                            | Roding                                                   | (49° 12′ 41,2″ N, 12° 31′ 17,7″ O) | Fläche: 8,47 ha | 9. August 1980    |
|                                       | ND-02644 | Unterirdische Gänge                                                                       | Stamsried, Ortsteil Diebersried                          | 100 m südlich des Hofgebäudes Keil in Rabmühle | | 20. Juni 1970     |
| Eichenallee am Angerweiher            | ND-02646 | Eichenallee am Angerweiher und Lettenweiher                                               | Cham, Ortsteil Thierlstein                               | Weiherdamm zwischen Laichstätt und Untertraubenbach (49° 12′ 44,3″ N, 12° 35′ 15,6″ O)                                                                          | 99 Bäume | 16. Juni 1972     |
|                                       | ND-02647 | Felspartie, sogenannte Bärenhöhle                                                         | Pemfling                                                 | 1 km nordöstlich von Rackelsdorf am Rabenberg (49° 17′ 33,6″ N, 12° 36′ 50,3″ O)                                                                                | | 16. Juni 1972     |
| weitere Bilder                        | ND-02648 | Hirschbrunnen im Waldgebiet zwischen Roding und Neubäu                                    | Roding                                                   | (49° 13′ 37,3″ N, 12° 27′ 7,6″ O) | Das Naturdenkmal erstreckt sich von der Quelle aus entlang des Kammerweiherbachs etwa 700 m nach Osten. Fläche: 3,58 ha. | 14. Juni 1985     |
|                                       | ND-02649 | Haselgraben in Strahlfeld                                                                 | Roding, Ortsteil Strahlfeld                              | (49° 14′ 28,1″ N, 12° 29′ 42″ O) | Fläche: 0,21 ha | 9. Februar 1980   |
|                                       | ND-02652 | Steinerne Wand in der Nähe der Schwarzenburg bei Rötz                                     | Rötz                                                     | nördlich der Burgruine (49° 21′ 31,1″ N, 12° 29′ 28,2″ O) | | 6. Mai 1965       |
|                                       | ND-02653 | Totentruhe in der Nähe der Schwarzenburg bei Rötz                                         | Rötz                                                     | östlich der Burgruine (49° 21′ 11″ N, 12° 29′ 37,8″ O) | | 6. Mai 1965       |
|                                       | ND-02665 | Luckstein – langes Felsgebilde bei Roßbach (mit Schalenbildungen)                         | Wald                                                     | (49° 7′ 38,8″ N, 12° 19′ 46,1″ O) | | 20. Juni 1970     |
|                                       | ND-02672 | Granitfelsengruppe auf dem Gemeindeberg (mit Schalenbildung)                              | Falkenstein, Ortsteil Au bzw. Schergendorf               | bei Schergendorf (49° 5′ 45,1″ N, 12° 26′ 13,4″ O) | | 20. Juni 1970     |
|                                       | ND-02673 | Granitfelsgruppe mit etlichen haushohen Steinen (mit Schalenbildungen)                    | Falkenstein, Ortsteil Au bzw. Winkling oder Schergendorf | zwischen Winkling und Schergendorf (49° 5′ 51,3″ N, 12° 26′ 49,6″ O)                                                                                            | | 20. Juni 1970     |
|                                       | ND-02674 | Granitgipfelblockgruppe auf dem Husarenberg (mit Schalenbildungen)                        | Falkenstein                                              | 300 m nach der Bahnunterführung an der Straße Richtung Gfäll. (49° 5′ 56,5″ N, 12° 27′ 26,7″ O)                                                                 | | 20. Juni 1970     |
|                                       | ND-02696 | Linde am Bauhofer Weg bei Rötz                                                            | Rötz                                                     | (49° 20′ 59,6″ N, 12° 30′ 37,6″ O) | | 6. Mai 1965       |
|                                       | ND-02697 | Fünf Linden am Roten Kapellenberg bei Rötz                                                | Rötz                                                     | (49° 20′ 42,7″ N, 12° 30′ 29,5″ O) | | 6. Mai 1965       |
|                                       | ND-02698 | Schratzelloch in der Bergwand des Bleschenberges bei Sinzendorf                           | Waldmünchen, Ortsteil Sinzendorf                         | in der Bergwand des Bleschenberges bei Sinzendorf und Grundmauerreste des alten Kirchleins und Bergkuppe des Bleschenberges. (49° 19′ 55,9″ N, 12° 39′ 20,6″ O) | | 1. Oktober 1960   |
|                                       | ND-02699 | Hussitenbierl bei Hiltersried                                                             | Schönthal, Ortsteil Hiltersried                          | (49° 23′ 18,6″ N, 12° 34′ 59,8″ O) | | 6. Mai 1965       |
|                                       | ND-02700 | Breitenstein, Felsgruppe                                                                  |                                                          | (49° 23′ 23″ N, 12° 31′ 30,5″ O) | | 30. Juli 1965     |
| weitere Bilder                        | ND-02701 | Einsiedlerfels bei der Ortschaft Pucher                                                   | Waldmünchen, Ortsteil Herzogau                           | (49° 20′ 35,1″ N, 12° 46′ 13,8″ O) | | 6. Mai 1965       |
|                                       | ND-02702 | Klammerfels                                                                               | Waldmünchen, Ortsteil Herzogau                           | 2 km südöstlich von Herzogau (49° 20′ 39,9″ N, 12° 44′ 17″ O)                                                                                                   | Gneisfelspartie von luisenburgartigem Charakter                                                                          | 6. Mai 1965       |
|                                       | ND-02703 | Fels bei der alten Skihütte – Waldabteilung Böhmischer Jäger                              | Waldmünchen                                              | (49° 23′ 50,7″ N, 12° 45′ 10,7″ O) | | 6. Mai 1965       |
|                                       | ND-02704 | Leuchtmoos in Gleißenberg                                                                 | Gleißenberg                                              | (49° 19′ 55,3″ N, 12° 46′ 0,7″ O) | | 6. Mai 1965       |
| weitere Bilder                        | ND-02705 | Felsgebilde in der Waldabteilung Butterbrand                                              | Katzbach                                                 | (49° 19′ 0,7″ N, 12° 41′ 53,9″ O) | | 6. Mai 1965       |
|                                       | ND-02706 | Vier alte Eichen beim Schloss Voithenberg                                                 | Furth im Wald, Ortsteil Voithenberg                      | (49° 19′ 40,4″ N, 12° 48′ 27,6″ O) | | 6. Mai 1965       |
|                                       | ND-02707 | Felsengruppe Hoher Stein bei Geigant                                                      | Waldmünchen, Ortsteil Geigant                            | (49° 20′ 24,8″ N, 12° 40′ 59,7″ O) | | 1. Oktober 1960   |
|                                       | ND-02708 | Schindbühl bei Lixenried                                                                  | Lixenried                                                | (49° 18′ 41,9″ N, 12° 46′ 10,6″ O) | | 6. Mai 1965       |
| Linde in Hoffeld (2013)               | ND-02713 | Linde in Hoffeld                                                                          |                                                          | (49° 25′ 54,9″ N, 12° 33′ 12″ O) | | 30. Juli 1965     |
| weitere Bilder                        | ND-02714 | Schloßhügel Altenschneeberg                                                               | Tiefenbach, Ortsteil Altenschneeberg                     | (49° 26′ 14″ N, 12° 32′ 50,9″ O) | | 30. Juli 1965     |
|                                       | ND-02715 | Schlagsteinfelsen                                                                         |                                                          | (49° 26′ 45,7″ N, 12° 32′ 40,6″ O) | | 30. Juli 1965     |
|                                       | ND-02717 | Felsgruppe Buchenberg                                                                     |                                                          | (49° 24′ 17,5″ N, 12° 31′ 53,1″ O) | | 30. Juli 1965     |
|                                       | ND-03219 | Hofbauer-Linde in Biberbach                                                               |                                                          | (49° 23′ 40,9″ N, 12° 37′ 28,1″ O) | | 24. Januar 1997   |
|                                       | ND-03252 | Linde in Treffelstein                                                                     | Treffelstein                                             | (49° 25′ 21,2″ N, 12° 36′ 57,5″ O) | | 6. Mai 1965       |
| weitere Bilder                        | ND-03253 | Drachenfels in Treffelstein                                                               | Treffelstein                                             | (49° 25′ 18,5″ N, 12° 37′ 0,2″ O) | | 6. Mai 1965       |
| weitere Bilder                        | ND-03254 | Kalvarienberg in Tiefenbach                                                               | Tiefenbach                                               | (49° 26′ 16,8″ N, 12° 35′ 15,9″ O) | | 6. Mai 1965       |
|                                       | ND-03255 | Obergaßner-Eiche in Tiefenbach                                                            | Tiefenbach                                               | (49° 26′ 14,1″ N, 12° 34′ 54,1″ O) | | 27. Januar 1995   |
|                                       | ND-03256 | Linde in Waldmünchen – Bahnhofstraße                                                      | Waldmünchen                                              | (49° 22′ 37,8″ N, 12° 42′ 11,4″ O) | | 6. Mai 1965       |
|                                       | ND-03258 | Laubbaumgruppe am Beerkeller – Waldmünchen                                                |                                                          | (49° 22′ 48,2″ N, 12° 42′ 43,3″ O) | | 6. August 1993    |
|                                       | ND-03277 | 3 Kastanienbäume in Fronau                                                                | Fronau                                                   | an der Südseite der Kirche (49° 16′ 3,6″ N, 12° 26′ 8,4″ O) | | 20. Juni 1970     |
|                                       | ND-03278 | Pfahlquarzfelsen bei der Burgruine Schwärzenberg                                          | Roding, Ortsteil Strahlfeld                              | bei der Burg Schwärzenberg (49° 15′ 10,4″ N, 12° 28′ 8″ O) | Fläche: 0,05 ha, mit anderer Abgrenzung auch als Geotop und als Naturschutzgebiet Pfahl-Ruine Schwärzenberg ausgewiesen  | 20. Juni 1970     |
|                                       | ND-03279 | Bergahorn und Esche in Neubäu                                                             | Roding, Ortsteil Neubäu am See                           | (49° 14′ 15,8″ N, 12° 24′ 51,2″ O) | | 27. November 1987 |
|                                       | ND-03282 | Eiche in Altenmarkt                                                                       |                                                          | (49° 12′ 22,8″ N, 12° 38′ 45,3″ O) | | 8. Juni 1984      |
|                                       | ND-03283 | Linde in Dalking                                                                          | Dalking                                                  | südlicher Ortseingang (49° 16′ 17,7″ N, 12° 44′ 57,5″ O) | | 16. Juni 1972     |
|                                       | ND-03284 | Linde in Habersdorf                                                                       |                                                          | (49° 17′ 4″ N, 12° 42′ 3,5″ O) | | 2. Februar 1995   |
|                                       | ND-03291 | Dorflinde in Tretting                                                                     |                                                          | (49° 15′ 12,7″ N, 12° 50′ 11,5″ O) | | 6. Juni 1992      |
|                                       | ND-03316 | Haberl-Linde in Eggersberg                                                                |                                                          | (49° 10′ 52,5″ N, 13° 5′ 28″ O) | | 17. Januar 1997   |
|                                       | ND-03337 | Felsblockwiese                                                                            | Zell, Ortsteil Hetzenbach                                | südlich der Kirche in Hetzenbach (49° 8′ 24,1″ N, 12° 22′ 42″ O)                                                                                                | | 20. Juni 1970     |
|                                       | ND-03338 | 2 Dorflinden in Walderbach                                                                | Walderbach                                               | in der Mitte des Dorfes, an der Straße Roding – Nittenau (49° 11′ 5,9″ N, 12° 22′ 51,8″ O)                                                                      | | 20. Juni 1970     |
|                                       | ND-03341 | Dorflinde in Thierling                                                                    | Thierling                                                | in der Ortsmitte (49° 9′ 13,8″ N, 12° 36′ 50,8″ O) | | 16. Juni 1972     |
|                                       | ND-03374 | Bavaria-Buche Falkenstein                                                                 | Falkenstein                                              | (49° 5′ 44″ N, 12° 29′ 15,2″ O) | | 4. Mai 2001       |
|                                       | ND-03376 | 2 Linden am Neubäuer Bahnhof                                                              | Roding, Ortsteil Neubäu am See                           | (49° 14′ 23,7″ N, 12° 26′ 9,6″ O) | | 17. Januar 1997   |
|                                       | ND-03377 | Laubbaumgruppe im Schlosshof Stamsried                                                    | Stamsried                                                | (49° 16′ 10,3″ N, 12° 31′ 51,9″ O) | | 26. März 1993     |
| Lindenpaar bei der Kapelle in Kalsing | ND-06879 | Lindenpaar bei der Kapelle in Kalsing                                                     |                                                          | (49° 8′ 45,1″ N, 12° 32′ 33,6″ O) | | 26. März 1993     |
|                                       | ND-06882 | Pechlinde in Furth im Wald                                                                |                                                          | (49° 8′ 45,1″ N, 12° 32′ 33,6″ O) | | 16. April 1993    |
|                                       | ND-06883 | Linde in Haberseigen                                                                      |                                                          | (49° 18′ 7,2″ N, 12° 48′ 17,2″ O) | | 16. April 1993    |
|                                       | ND-06884 | Linde in Grasmannsdorf                                                                    |                                                          | (49° 17′ 26,1″ N, 12° 50′ 44,3″ O) | | 16. April 1993    |
|                                       | ND-06886 | Kirchenlinde in Süssenbach                                                                | Wald, Ortsteil Süssenbach                                | (49° 6′ 25,6″ N, 12° 21′ 50,1″ O) | | 26. März 1993     |
| weitere Bilder                        | ND-06888 | Ulme in Breitenried                                                                       | Tiefenbach, Ortsteil Breitenried                         | (49° 26′ 38,3″ N, 12° 36′ 39,6″ O) | | 6. Mai 1965       |
|                                       | ND-06890 | Kegelbahnulme in Woppmannsdorf                                                            | Michelsneukirchen, Ortsteil Woppmannsdorf                | (49° 26′ 38,3″ N, 12° 36′ 39,6″ O) | | 12. Mai 1989      |
|                                       | ND-06892 | 2 Eschen in Neubäu                                                                        | Roding, Ortsteil Neubäu am See                           | Bierkellerweg 1 (Ecke Pfarrer-Müllbauer-Straße und Schwarzenbergstraße) (49° 14′ 4,3″ N, 12° 25′ 14,1″ O)                                                       | |                   |
|                                       | ND-06893 | Linde in Haid bei Pitzling                                                                |                                                          | (49° 14′ 21,3″ N, 12° 36′ 56,6″ O) | | 27. Januar 1995   |
|                                       | ND-06958 | Eiche in Haderstadl                                                                       |                                                          | (49° 11′ 3,7″ N, 12° 42′ 46,5″ O) | | 6. September 2013 |
|                                       | ND-06959 | Dorflinde in Lenkenhütte                                                                  |                                                          | (49° 21′ 29,6″ N, 12° 44′ 49,4″ O) | | 6. September 2013 |
|                                       | ND-06960 | Linde am Breiten Weg                                                                      |                                                          | (49° 18′ 54,5″ N, 12° 55′ 48,3″ O) | | 6. September 2013 |
|                                       | ND-06973 | Leuchtmoos in Spielberg                                                                   | Blaibach, Ortsteil Spielberg                             | (49° 25′ 15,7″ N, 12° 39′ 58″ O) | | 6. Mai 1965       |
|                                       | ND-06984 | Granitblockgruppe auf dem Mantelberg (mit Schalenbildungen)                               |                                                          | (49° 7′ 25,2″ N, 12° 25′ 51,6″ O) | | 20. Juni 1970     |
|                                       | ND-06985 | Granitfelsen (mit Schalenbildungen)                                                       |                                                          | (49° 6′ 26,3″ N, 12° 28′ 14,3″ O) | | 20. Juni 1970     |
|                                       | ND-07011 | Dorflinde in Engelshütt                                                                   | Lam, Ortsteil Engelshütt                                 | (49° 12′ 25,2″ N, 13° 1′ 54″ O) | | 4. Juli 2014      |
|                                       | ND-07012 | Kapellenensemble bei Charlottenthal                                                       |                                                          | (49° 28′ 51,7″ N, 12° 37′ 38,3″ O) | | 4. Juli 2014      |
|                                       | ND-07013 | Zwillingseiche in Traidersdorf                                                            |                                                          | (49° 9′ 15,5″ N, 12° 55′ 39,9″ O) | | 4. Juli 2014      |
|                                       | ND-07014 | Lindenensemble in Schwaighof                                                              |                                                          | (49° 7′ 6,6″ N, 12° 31′ 41,3″ O) | | 4. Juli 2014      |
|                                       | ND-07015 | Linde in der Lindengasse in Zell                                                          | Zell                                                     | Lindengasse (49° 8′ 32″ N, 12° 24′ 41,3″ O) | | 4. Juli 2014      |
|                                       | ND-07029 | Granitfelsengruppe Helferstein                                                            |                                                          | (49° 8′ 58,3″ N, 12° 24′ 30,5″ O) | | 20. Juni 1970     |
|                                       | ND-07094 | Granitblockgruppe bei Mattenzell (mit Schalenbildungen)                                   | Zell, Ortsteil Mattenzell                                | (49° 6′ 49,7″ N, 12° 26′ 23,1″ O) | | 20. Juni 1970     |
|                                       | ND-07095 | Granitblöcke Schweinskopf                                                                 |                                                          | (49° 7′ 19,8″ N, 12° 27′ 42,1″ O) | | 20. Juni 1970     |
|                                       | ND-07096 | Granitfelsengruppe Fischerbuxn (mit Schalenbildungen)                                     |                                                          | (49° 7′ 39,9″ N, 12° 25′ 33,1″ O) | | 20. Juni 1970     |
|                                       | ND-07101 | Granitfelsenschichtung mit Flurbezeichnung Opferstein                                     |                                                          | (49° 6′ 25,3″ N, 12° 21′ 15″ O) | | 20. Juni 1970     |
|                                       | ND-07102 | Felspartie vor der Schwarzenburg neben dem Schützsteig                                    | Rötz                                                     | (49° 21′ 9,5″ N, 12° 29′ 37,7″ O) | | 6. Mai 1965       |
| weitere Bilder                        | ND-07242 | Kirschbaum bei Breitenried                                                                | Tiefenbach, Ortsteil Breitenried                         | (49° 26′ 33,6″ N, 12° 36′ 59,9″ O) | | 15. Mai 2020      |

## Naturdenkmale des Altkreises Kötzting
Die 1957 vom Landkreis Kötzting in Niederbayern unter Schutz gestellten Naturdenkmäler lagen nach den Gebietsreformen der 1970er Jahre im Landkreis Cham in der Oberpfalz (Stand: 1957).
| Bild           | Lfd. Nr.          | Bezeichnung                             | Gemeinde                                                        | Standort | Beschreibung                                                        | Verordnung |
| -------------- | ----------------- | --------------------------------------- | --------------------------------------------------------------- | --- | ------------------------------------------------------------------- | ---------- |
|                | 1                 | 1 Linde                                 | Miltach, Ortsteil Altrandsberg                                  | beim Gasthof, südwestlich vor dem Schlosseingang                                                                 |                                                                     | 1957       |
|                | 2                 | 3 Linden                                | Miltach, Ortsteil Altrandsberg                                  | im Schlossgarten beim Kriegerdenkmal                                                                             |                                                                     | 1957       |
|                | 3                 | 1 Thuja                                 | Miltach, Ortsteil Altrandsberg                                  | am Schlossweg südwestlich vom Schloss                                                                            |                                                                     | 1957       |
| weitere Bilder | 4 / ND-02623      | Riedelstein                             | Arrach                                                          | höchster Punkt des Kaltersbergs (49° 9′ 57,4″ N, 12° 58′ 23,1″ O)                                                |                                                                     | 1957       |
| weitere Bilder | 5 / ND-02622      | Rauchröhren                             | Arrach                                                          | (49° 10′ 13,4″ N, 12° 57′ 34,2″ O)                                                                               | 2 mächtige Felstürme an den Steilabstürzen des Steinbühler Gesenkes | 1957       |
|                | 6                 | 1 Linde                                 | Neukirchen beim Heiligen Blut, Ortsteil Atzlern                 | |                                                                     | 1957       |
|                | 7 / ND-02620      | 2 Linden                                | Blaibach                                                        | bei der Feldkapelle in südlicher Richtung (49° 9′ 48,1″ N, 12° 49′ 0,7″ O)                                       |                                                                     | 1957       |
|                | 8 / ND-02637      | 1 Linde                                 | Chamerau                                                        | auf dem Kalvarienberge bei der Grünbühlkapelle (49° 11′ 58,3″ N, 12° 44′ 22,8″ O)                                |                                                                     | 1957       |
|                | 9                 | 2 Linden                                | Eschlkam                                                        | auf dem sogenannten Pestfriedhof                                                                                 |                                                                     | 1957       |
|                | ND-02621, alt: 10 | Linde in Gadsdorf, alt: 1 Linde         | Bad Kötzting, Ortsteil Gehstorf bzw. Gadsdorf                   | bei der Dorfkapelle Gadsdorf an der Straße Kötzting – Lederdorn (49° 11′ 24,2″ N, 12° 48′ 52,5″ O)               |                                                                     | 1957       |
|                | 11 / ND-03288     | 1 Linde                                 | Hohenwarth, Ortsteil Gotzendorf                                 | auf dem Dorfplatz (49° 12′ 1″ N, 12° 54′ 59,8″ O)                                                                |                                                                     | 1957       |
|                | 12 / ND-03289     | 1 Linde                                 | Grafenwiesen                                                    | auf dem Dorfplatz (49° 12′ 3,2″ N, 12° 52′ 46,9″ O)                                                              |                                                                     | 1957       |
|                | 13 / ND-02627     | Bergahorngruppe                         | Grafenwiesen, Ortsteil Schönbuchen                              | bei der Wallfahrtskirche in Schönbuchen (49° 11′ 45″ N, 12° 54′ 13,1″ O)                                         |                                                                     | 1957       |
|                | 14                | 2 Linden                                | Eschlkam, Ortsteil Großaign                                     | vor dem Eingang zur Dorfkapelle                                                                                  |                                                                     | 1957       |
|                | 15                | 1 Eiche, sogenannte Schöneiche          | Eschlkam, Ortsteil Großaign                                     | neben der Marienkapelle im Wurmbauernwald                                                                        |                                                                     | 1957       |
|                | 16                | 1 Linde                                 | Zandt, Ortsteil Kothrettenbach                                  | an der Straßenkreuzung Richtung Altrandsberg                                                                     |                                                                     | 1957       |
|                | 17                | 1 Linde                                 | Bad Kötzting, Ortsteil Haus                                     | an der Straße Kötzting – Haus rechts vom Dorfeingang                                                             |                                                                     | 1957       |
|                | 18 / ND-02633     | Wachtstein, ein Granitblock             | Hohenwarth                                                      | oberhalb des Friedhofs (49° 12′ 8,6″ N, 12° 56′ 1,8″ O)                                                          |                                                                     | 1957       |
| weitere Bilder | 19 / ND-02631     | Gipfelfelsen des Großen Osser           | Lam                                                             | (49° 12′ 11,3″ N, 13° 6′ 35,2″ O)                                                                                |                                                                     | 1957       |
| weitere Bilder | 20 / ND-02632     | Gipfelfelsen des kleinen Osser          | Lam                                                             | (49° 12′ 6,2″ N, 13° 6′ 11,7″ O)                                                                                 |                                                                     | 1957       |
| weitere Bilder | 21 / ND-02638     | Wolframslinde                           | Bad Kötzting, Ortsteil Liebenstein bzw. Ried am Haidstein       | auf dem Ortsplatz in Ried (49° 12′ 8,6″ N, 12° 49′ 27,5″ O)                                                      | (abweichend: geschützt seit 1958)                                   | 1957       |
|                | 22 / ND-03286     | 2 Linden                                | Neukirchen beim Heiligen Blut                                   | vor dem St. Nikolausheim (49° 15′ 29,4″ N, 12° 58′ 12,6″ O)                                                      |                                                                     | 1957       |
|                | 24 / ND-03290     | 2 Linden                                | Rimbach                                                         | vor dem Eingang zur Kirche beim Kriegerdenkmal (49° 13′ 36″ N, 12° 53′ 3,5″ O)                                   |                                                                     | 1957       |
|                | 25 / ND-03287     | 2 Linden                                | Rimbach, Ortsteil Thenried                                      | auf dem Dorfplatze vor der Dorfkapelle (49° 13′ 52,9″ N, 12° 51′ 24,5″ O)                                        |                                                                     | 1957       |
|                | 26 / ND-02628     | Lindengruppe bestehend aus 5 Linden     | Bad Kötzting, Ortsteil Steinbühl (früher Gemeinde Traidersdorf) | nördlich der Steinbühler Nikolauskirche, dem Ziel des Kötztinger Pfingstrittes (49° 9′ 10,1″ N, 12° 55′ 57,6″ O) |                                                                     | 1957       |
|                | 27 / ND-02636     | 1 Linde                                 | Grafenwiesen, Ortsteil Voggendorf bzw. Zittenhof                | vor der Dorfkapelle Zittenhof (49° 12′ 11,3″ N, 12° 52′ 21″ O)                                                   |                                                                     | 1957       |
| weitere Bilder | 28 / ND-02624     | 1 Linde                                 | Bad Kötzting, Ortsteil Weißenregen                              | vor der Wallfahrtskirche (49° 9′ 53,3″ N, 12° 50′ 41,1″ O)                                                       |                                                                     | 1957       |
|                | 29                | 1 Linde, die sogenannte Befreiungslinde | Arnschwang, Ortsteil Zenching                                   | am Ortseingang an der Straße Thenried – Zenching                                                                 |                                                                     | 1957       |